# Otok Žverinac
Otok Žverinac är en ö i Kroatien.   Den ligger i länet Zadars län, i den södra delen av landet, 200 km söder om huvudstaden Zagreb. Arean är 4,4 kvadratkilometer.
Terrängen på Otok Žverinac är platt. Öns högsta punkt är 97 meter över havet. Den sträcker sig 3,5 kilometer i nord-sydlig riktning, och 4,8 kilometer i öst-västlig riktning.